# Ozarba nyanza
Ozarba nyanza is een vlinder van de familie van de uilen (Noctuidae). De wetenschappelijke naam van deze soort is voor het eerst voorgesteld als Erastria nyanza door Rudolf Felder en Alois Friedrich Rogenhofer in een publicatie uit 1875.
De soort komt voor in het Afrotropisch gebied waaronder Saudi-Arabië, Oman, Jemen, Djibouti, Ethiopië, Congo-Kinshasa, Kenia, Tanzania, Namibië, Zuid-Afrika en Madagaskar.